# No Code
No Code – czwarty album zespołu Pearl Jam. Wydany 27 sierpnia 1996 roku przez Epic Records.
Producentem albumu jest Brendan O’Brien.
Okładka albumu w wersji winylowej oraz CD przedstawiała kompozycję ze 144 zdjęć wykonanych polaroidem, z której wyłaniał się symbol oka w trójkącie. Do albumu, zamiast tradycyjnej książeczki z tekstami piosenek, dołączono zestaw 9 przedruków zdjęć, imitujących fotografie wykonane aparatem polaroid, wraz z tekstem jednej z piosenek na odwrocie.
Album promowały trzy single: „Hail, Hail”, „Who You Are” oraz „Off He Goes”. Do żadnego utworu z tej płyty nie powstał wideoklip. 
Pomimo znikomej promocji albumu No Code, sprzedano ponad 1 000 000 egzemplarzy i zrzeszenie amerykańskich wydawców muzyki RIAA 1 sierpnia 1997 r. przyznało temu wydawnictwu status platynowej płyty. Był to jednak pierwszy album Pearl Jam, który nie otrzymał statusu multiplatynowego.
Na liście The Billboard Hot 200 płyta No Code znajdowała się przez 24 tygodnie i dotarła do miejsca 1.
W ramach trasy „No Code Tour” zespół zagrał 33 koncerty – 14 w Ameryce Północnej i 19 w Europie. 1 listopada 1996 r. Pearl Jam po raz pierwszy wystąpił w Polsce. Koncert odbył się w Warszawie w hali Torwar.

## Lista utworów
1. „Sometimes” – 2:44
2. „Hail, Hail” – 3:47
3. „Who You Are” – 3:53
4. „In My Tree” – 4:03
5. „Smile” – 3:58
6. „Off He Goes” – 6:05
7. „Habit” – 3:39
8. „Red Mosquito” – 4:05
9. „Lukin” – 1:05
10. „Present Tense” – 5:49
11. „Mankind” – 3:32
12. „I'm Open” – 2:58
13. „Around the Bend” – 4:37

## Twórcy
- Mike McCready – gitara
- Jeff Ament – gitara basowa
- Stone Gossard – gitara, śpiew
- Jack Irons – perkusja
- Eddie Vedder – śpiew, gitara

## Opinie oNo Code
Craig Marks z magazynu „Spin”:

Chciałbym, żeby Pearl Jam powrócił do klimatów, w jakich się obracał na „Vitalogy”. „No Code” jest zbyt zamknięta w sobie. Skąpi nam przyjemności. Podziwiać jest łatwo, ale wolałbym lepiej się przy niej bawić.

Filip Łobodziński z magazynu „Machina”:

W wyścigu grup grunge'owych Pearl Jam ma najwyraźniej chrapkę na koszulki artystów najwszechstronniejszych. (...) Ich czwarty album jest chyba najbardziej różnorodny. (...) Eddiemu Vedderowi i spółce najwyraźniej bliska jest autoironia Mitchell, sarkazm Younga, profetyczność Boba Dylana, napięty nerw Michaela Stipe'a, zjednoczone pod sztandarem bezapelacyjnego rocka. Nie każdy musi lubić grunge, ma prawo wręcz nudzić, ale o trzech rzeczach należy pamiętać: 1. to nie jest ścisły grunge (może taki już wymiera); 2. „No Code” nie robi wrażenia sporządzonej dla szmalu; 3. album nie nudzi. To już dużo w dobie smutnego fin de siecle'u.